# 'Ndrina Forastefano
La 'ndrina Forastefano è una cosca malavitosa o 'ndrina della 'ndrangheta calabrese.

## Attività illecite
Come si evince anche dall'operazione Omnia del 2007: sono dediti all'estorsione, all'usura, scambio di voto, traffico di droga, truffe, traffico di clandestini, infiltrazione negli appalti pubblici e in svariati settori dell'economia locale: l'agricoltura, la pesca, le imprese e perfino l'INPS e mutui a tasso usuraio.
La droga se la procurano o dalla criminalità campana o da un'organizzazione albanese della Piana di Sibari.

## Storia

### Anni '80 - Le origini
In origine era un'unica 'ndrina insieme agli Abbruzzese.

### Anni 2000 - Faida di Cassano allo Ionio
È stata coinvolta alla fine degli anni novanta e all'inizio del nuovo secolo nella faida contro gli Zingari di Lauropoli. Durante la faida nel 2002 si salvò da un agguato il capo Vincenzo Forastefano. Nel 2003 la faida terminò con l'operazione Lauro dei carabinieri che decimò la 'ndrina di etnia rom di Francesco Abruzzese detto Dentuzzo. Usciti vittoriosi i Forastefano, da quel momento hanno il controllo sulle attività criminali dell'alto Ionio cosentino.
- Il 10 luglio 2007 nell'operazione Omnia vengono arrestate 60 persone, collegate o facenti parte della 'ndrina per associazione mafiosa, associazione finalizzata al traffico di stupefacenti, estorsioni, usura, porto e detenzione illegale di armi ed esplosivi, oltre a favoreggiamento dell'immigrazione clandestina e altri reati. Tra gli immobili sequestrati un hotel di lusso e un centro commerciale. Condizionavano anche appalti pubblici, il settore primario e terziario, tra cui truffe a danni dell'INPS e a società finanziarie, inoltre gestivano il traffico e l'impiego di clandestini nella piana sibarita, nel Cosentino[5][6][7].
- Il 13 dicembre 2007 Franco La Rupa, secondo il collaboratore di giustizia Francesco Elia, sarebbe stato favorito dai Forastefano per l'elezione al consiglio regionale in cambio di finanziamenti pubblici a membri della 'ndrina[8].
- Il 21 gennaio 2008 viene arrestato in frazione Tre Ponti di Cassano allo Ionio, Francesco Faillace, esponente di spicco della cosca, dai carabinieri di Corigliano Calabro[9].
- L'11 aprile 2008 con l'operazione Omnia 2 vengono arrestate 6 persone dei Forastefano che estorcevano a un imprenditore di Forlì ma di origini calabresi. L'operazione e le indagini sono partite dopo la sua denuncia. Tra i sei arrestati c'era anche Leonardo Forastefano, cugino del capobastone latitante[10].
- Il 6 settembre 2008, dopo un anno di latitanza (10 luglio 2007), viene arrestato dai carabinieri di Cassano all'Ionio e Corigliano Calabro, e dal Nucleo Cacciatori di Vibo Valentia il capobastone Vincenzo Forastefano in un bunker nella casa della madre a Cassano all'Ionio il 6 settembre 2008[1].
- L'8 gennaio 2009 la Polizia di Stato sequestra a Vincenzo Novelli, un presunto affiliato ai Forastefano beni per un valore di 600 000 euro. Egli fu arrestato nel novembre 2007 con l'operazione Omnia. Il sequestro è stato eseguito dal Commissariato di P.S. di Castrovillari insieme alla Questura di Cosenza[1][11].
- Il 22 aprile 2009 la Polizia di stato sequestra al capobastone Leonardo Forastefano, ora agli arresti domiciliari beni dal valore di 1 milione di euro[12].
- Il 18 giugno 2009 vengono sequestrati a 3 presunti affiliati (Francesco Costa, Gianfranco Senise e Sebastiano Nicola Rende) dei Forastefano beni dal valore di 60 milioni di euro tra alcune società, un'auto, terreni e un motel[13].
- Il 22 agosto 2009 viene ucciso mentre lavorava in campagna, Federico Faillace a Spezzano Albanese, presunto affiliato ai Forastefano, nonché capo dei Faillace-Portoraro[14].

### Anni 2010
- Il 2 luglio 2010 la questura di Cosenza sequestra beni per 600 000 euro a un membro dei Forastefano, arrestato nell'operazione Omnia[15].
- Il 26 maggio 2011 si pente e decide di collaborare con la giustizia Antonio Forastefano detto "Tonino il Diavolo". Viene accusato tra gli altri il presunto boss di Gerocarne Bruno Emanuele per due omicidi nella Sibaritide e per gli omicidi nel 2002 dei fratelli Loielo[16][17][18].
- Il 17 luglio 2012 vengono arrestati alcuni medici per i reati di corruzione in atti giudiziari, falsa perizia, false attestazioni in atti destinati all'autorità giudiziaria, abuso d'ufficio, procurata inosservanza di pena e istigazione alla corruzione, aggravati dalle finalità mafiose. I medici rilasciavano certificati sanitari che accertavano patologie incompatibili con il carcere, al fine di evitare la pena agli affiliati[19][20].

### Anni 2020
- 16 febbraio 2021: operazione Kossa contro i Forastefano e gli Abbruzzese[21][22].
- Il 2 maggio 2023 viene uccisa Antonella Leopardo moglie di un esponente dei Forastefano. Viene crivellata con 35 colpi di Kalashnikov.

## Organizzazione
- Leonardo Forastefano (presunto capobastone agli arresti domiciliari).
- Vincenzo Forastefano (1973. Capobastone arrestato il 6 settembre 2008).